# Heidi Mortenson
Heidi Mortenson (født 21. august 1975) er en dansk elektronisk komponist og producer.
Heidi voksede op på Danmarks vestkyst og som barn, når hun var lagt i seng, lå og lyttede til metalliske lyde fra hendes far, der reparerede biler i garagen, og hendes mor som spillede el-orgel i stuen. 
Som 19-årig flyttede Heidi til Barcelona og begyndte at eksperimentere med lyd og akustik.
Efter at have spillet sin første koncert på den årlige eksperimentale LEM Festival i Barcelona, blev Mortenson, af festivalen, udvalgt til Resident Artist 2003. Herefter tog hun på Europa-turné med den Finske visual kunstner Mia Makela, med hvem hun senere performede Opening Act af Transmediale Festival 2004 i Berlin.
Samme år flyttede Heidi til Berlin, hvor hun begyndte at arbejde på sit debut album Wired Stuff.
Det danske musiktidsskrift Geiger udvalgte hendes album Don't Lonely Me som en af de 100 bedste albums i 2007. Sangen "Hurt Machine" fra Don't Lonely Me figurerer i den populære amerikanske tv-serie The L Word.
I perioden 2007-2010 spillede Heidi live koncerter ved at opbygge sange, ved hjælp af at loope hendes stemme gennem EFX pedaler.
Kassettebåndsudgivelsen Circular Tape er lavet blot ved hjælp af en mikrofon og 7 pedaler. Sangene er indspillet som one-takes improvisationer.
Mortenson fik meget opmærksomhed på hendes koncert på SPOT Festival 2008, der fik gode anmeldelser i pressen. Musikmagasinet Gaffa krediterede hende 5/6, Musiktidsskriftet Geiger skrev "muligvis den bedste koncert på dette års SPOT festival og musikalsk absolut den modigste", Den britiske avis The Daily Telegraph udtalte "“The girl who totally blew my mind was Heidi Mortenson (…) She conjures up weirdly colourful, avant-garde dance tracks out of nothing (…) Fantastically entertaining and completely original, if Madonna really wants to start pushing popular music into new areas she should forget working with established American production talents like Timbaland and give this mad Dane a call."
I 2010 deltog Heidi i Laurie Andersons remix konkurrence og fik en hædrende omtale samt streaming på Laurie Andersons hjemmeside.
I 2012 komponerede Mortenson det originale soundtrack til teater stykket Luft Havn, der i Danmark havde premiere på det nye kulturcenter Godsbanen, Aarhus. Senere samme år blev hun nomineret til Gaffa Prisen for Bedste danske kunstner 2012 for Mørk EP og spillede  samme år support for Austra's Europa-Tour 2012. 
Herefter har Mortenson udgivet to instrumentale singler i 2015, to singler på dansk i 2017, samt albummet Tid (på dansk) i 2016. I denne periode har Mortenson helt indstillet sine koncertaktiviteter.
I 2019 udgav den introverte ukonventionelle producer, Heidi Mortenson, sit radikale fjerde album med titlen Spectrum. Spectrum markerer Skoven-via-Barcelona-og-Berlin-producucerens hidtil mest detaljerede album, en kinetisk, selvproduceret plade fuld af melankolsk stemning og sårbarhed. Spectrum byder på lysere tider sammen med det, der kendetegner Mortensons musik: følelsesladede, biografiske hymner dannet af levede oplevelser som en queer-, autistisk-, gender non-conforming kunstner. En kunstner der befinder sig på et spektrum i alle henseender. 
”Mennesker findes i et bredt udvalg af identiteter inden for køn og seksualitet, ligesom mennesker på autismespektrum har noget tilfælles, men samtidig er meget forskellige. Derfor giver det mening at tale om et spektrum der tilbyder diversitet i stedet for stereotyper” Mortensons tilgang er følelser og engagement i detaljer og hvordan følelsen af en situation omsættes til lyd. 

PHTALO
I 2021 indtager Mortenson et nyt alias, det non-binære kunstnernavn Phtalo. I dette år udgiver hun et selvtitulere album med dansevenlige house tracks, med bl.a. queer budskaber. 
I 2022 udkommer albummet Monotone på Cristian Vogels pladeselskab Endless Process. Pladen bliver flot modtaget med positive anmeldelser. 

MY HOUSE IN YOUR HAUS
Phtalo starter 2022 med egen podcast der produceres månedligt via The Lake Radio og Reboot FM i Berlin og Radio Blau i Leipzig. I podcasten spiller Phtalo elektronisk musik og nørder med æstetikken i tracksne og fortæller anekdoter. Podcasten er blevet et talerør for Phtalo og en måde at forbinde sig til omverden på. 

## Diskografi

### Album
- Phtalo – Monotone – Endless Process – 2022
- Phtalo – Phtalo – Wired – 2021
- Heidi Mortenson – MC-505 BCN 2000 – Wired – 2020
- Heidi Mortenson – Spectrum – Echopal – 2019
- Heidi Mortenson – Tid – Voodoo Echo – 2016
- Heidi Mortenson – Don't Lonely Me – Wired – 2007
- Heidi Mortenson – Wired Stuff – Wired – 2005

### EP
- Heidi Mortenson – Nuet / Beundrer EP – Echopal – 2017
- Heidi Mortenson – Mørk EP – RUMP Recordings – 2012
- Heidi Mortenson – Diamonds & Underwear EP – Wired – 2008

### Kassettebånd
- Heidi Mortenson – Circular Tape – Wired – 2010

### Online Releases
- Heidi Mortenson – Run For Covers 1 – http://heidimortenson.bandcamp.com/album/run-for-covers-1 – 2011
- Heidi Mortenson – Run For Covers 2 – http://heidimortenson.bandcamp.com/album/run-for-covers-2 – 2011

### Remix
- Jomi Massage – I Will Be Born (Heidi Mortenson's Birth Remix)" – 2014
- Austra – Painful Like (Heidi Mortenson's Asperger dancefloor Remix)" – 2013
- Feist – Graveyard (Heidi Mortenson's Back2Life Remix)" – 2013
- Penny Police – Oh Lord (Heidi Mortenson's Amen Remix)" – 2012
- Hannah Schneider – For The Trees (Heidi Mortenson's One With Nature Rimæx)" – 2012
- Tasseomancy – Soft Feet (Heidi Mortenson Remüx)" – 2011
- Er De Sjældne – Fødder (Heidi Mortenson RMX)" – 2011
- Laurie Anderson – Only An Expert (Heidi Mortenson Remax)" – 2010
- Lise Westzynthius – Long Dark Night (Heidi Mortenson Remix)" – 2009

## Eksterne links
- Officiel Heidi Mortenson Soundcloud
- Komplet Heidi Mortenson diskografi på Discogs